# Gothic novel

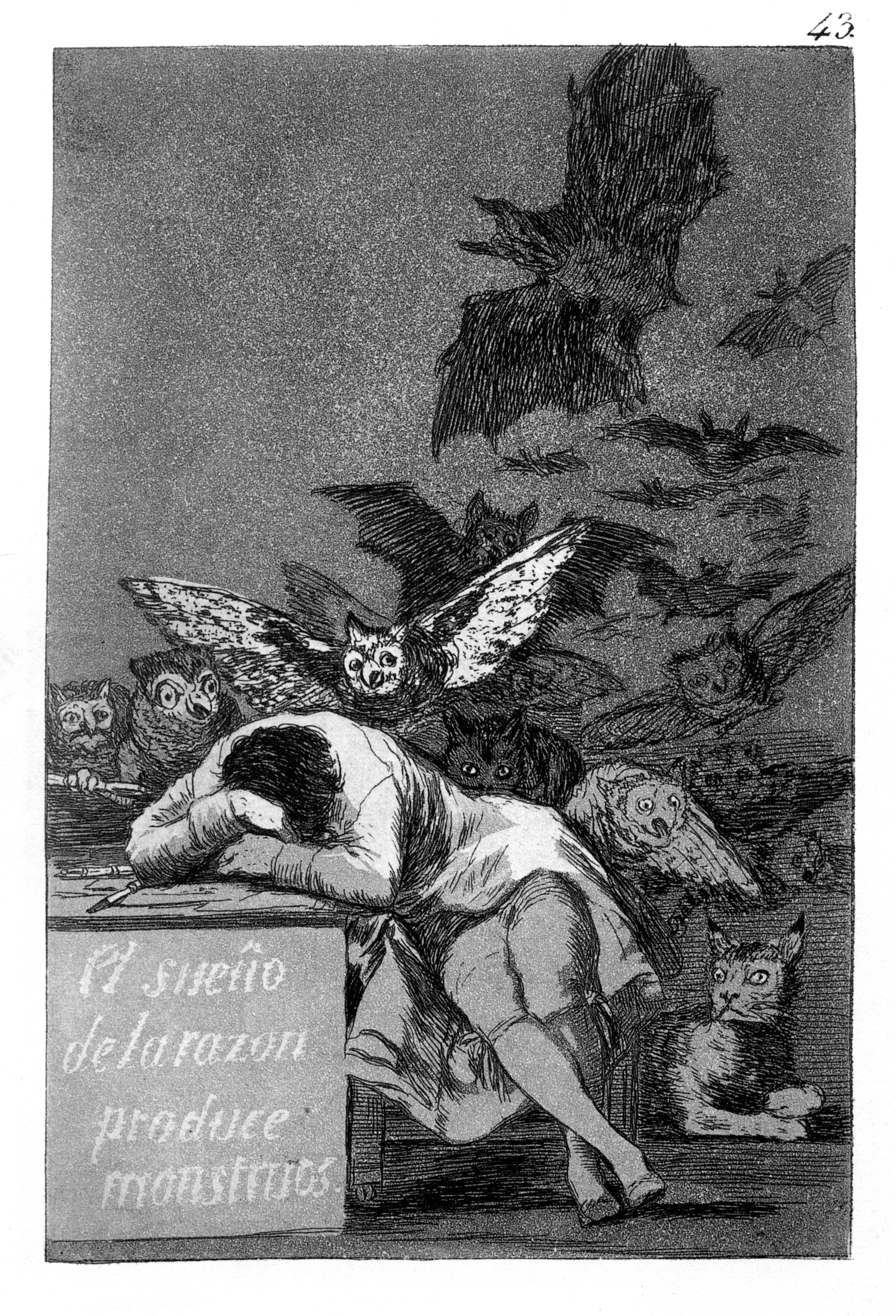
Francisco Goya ca. 1797:El sueño de la razón produce monstruos (De slaap van de rede brengt monsters voort). De titel die de Spaanse kunstenaar Goya aan zijn gravure gaf, lijkt wel een boodschap uit de gothicliteratuur: als het bewustzijn slaapt, verschijnen de onderdrukte monsters van de verbeelding

De gothic novel, gotische roman of romantische griezelroman is een literair genre dat mystery, romantiek en horror vermengt. Het ontstond in de tweede helft van de 18e eeuw in Engeland en kende ook nog veel succes tijdens de periode van de romantiek met Mary Shelleys Frankenstein en werken van Edgar Allan Poe. Een latere (uit het victoriaans tijdperk daterende) bekende roman in dit genre is Bram Stokers Dracula. De naam 'gothic' verwijst naar de (pseudo)middeleeuwse gebouwen waarin veel van deze verhalen zich afspelen. Terwijl deze extreme vorm van romantiek in zijn bloeiperiode in Engeland en Duitsland bijzonder geliefd was, waren er in het Nederlandse taalgebied niet zo veel auteurs die zich tot dit genre aangetrokken voelden. De Engelse gothic novel stond echter wel aan de wieg van romantypes als de Duitse Schauerroman en de Franse roman noir.
De 'uitvinder' van de gothic novel is de Engelse auteur Horace Walpole, die in 1764 met The Castle of Otranto: A Gothic Story de eerste roman in dit genre schreef. In zijn voetsporen volgde Clara Reeve met haar The Champion of Virtue: A Gothic Story (1777). Hun verhalen spelen zich af in duistere, middeleeuwse kastelen waar bovennatuurlijke gebeurtenissen het lot van de personages bepalen. Heel wat van de schrijvers van gothic novels waren vrouwen; een van de invloedrijkste, Ann Radcliffe, schreef The Mysteries of Udolpho (1794) en The Italian (1797).
Na de bloeiperiode van de traditionele gothic novel (midden 18e tot midden 19e eeuw) volgde een periode van verminderde interesse, waarna het genre tijdens het fin de siècle werd geherwaardeerd. Het was vooral onder invloed van het succes van bioscoopfilms en pulpmagazines dat het genre in de 20e eeuw nieuw leven werd ingeblazen.

## Achtergrond van de gothictraditie
Tot ongeveer het midden van de 18e eeuw betekende de term 'gothic' in Engeland in hoofdzaak barbaars en middeleeuws. Barbaars verwees naar de Germaanse stam van de Goten, die destijds gezien werden als de vernietigers van de klassieke cultuur. Etymologisch zou 'gothic' trouwens afgeleid zijn van het Italiaanse 'gotico' dat op een pejoratieve manier verwees naar de wilde Goten. Middeleeuws betrof vooral de gotische bouwstijl die als ongeordend en dus barbaars werd beschouwd in vergelijking met de 'horizontale' klassieke bouwkunst. Rond het midden van de 18e eeuw gebeurde er iets merkwaardigs en was er sprake van een betekenisverschuiving. Zo kwam er binnen de kunstkritiek meer aandacht voor het eigene van de gotiek als bouwkunst en werd er niet langer meer op neergekeken. De betekenis van gothic als middeleeuws bleef, maar dan zonder de negatieve connotatie. Een derde associatie die gotisch kreeg was bovennatuurlijk, omdat de "duistere middeleeuwen" een uitstekend decor waren voor verhalen over spoken en allerlei bijgeloof. Het leende zich ook goed voor de literaire vorm van de romance waarbij het geheimzinnige en schrikwekkende een belangrijke rol kregen. In de poëzie uitte de hernieuwde belangstelling voor het bovennatuurlijke en de middeleeuwen zich eveneens, namelijk in de balladen uit deze periode.
Een belangrijk aandeel in de ontwikkeling van het verhaalgenre van de gothic novel speelde de architectuur. Gedurende de hele 18e eeuw gaven rijke Engelse aristocraten opdracht tot de bouw van gotische gebouwen en de aanleg van gotische 'landschappen'. Ook schrijvers van gothic novels zoals Horace Walpole en William Beckford bleken geld te hebben om dergelijke neogotische gebouwen te laten oprichten. Een van de meest gevraagde architecten voor deze bouwopdrachten was William Kent (1686-1748). Onder zijn invloed werden nabootsingen van middeleeuwse abdijen en kastelen gebouwd, vaak met nieuw aangelegde ruïnes en dode bomen om het 'gotische' effect te versterken.

## Inspiratiebronnen
Veel van de vroegste invloeden kwamen dus niet uit de literatuur, maar uit de architectuur. Deze vorm van beleving van 'gothic' was uiteraard voorbehouden aan de rijken. Lezen daarentegen was in de 18e eeuw een sterk opkomend tijdverdrijf, zeker voor de vrouwen uit de middenklasse die, hoewel ze op andere gebieden werden gediscrimineerd, toch vaak geletterd waren. In de beeldende kunsten reageerden kunstenaars als Goya en William Blake op het strenge neoclassicisme. In hun werken overheerst de verbeelding. Zij beeldden de demonen, angsten en verschrikkingen uit die op de loer liggen als de mens het rationele te zeer benadrukt. De associaties met de uitgebeelde wereld van de gothic novel liggen voor de hand.

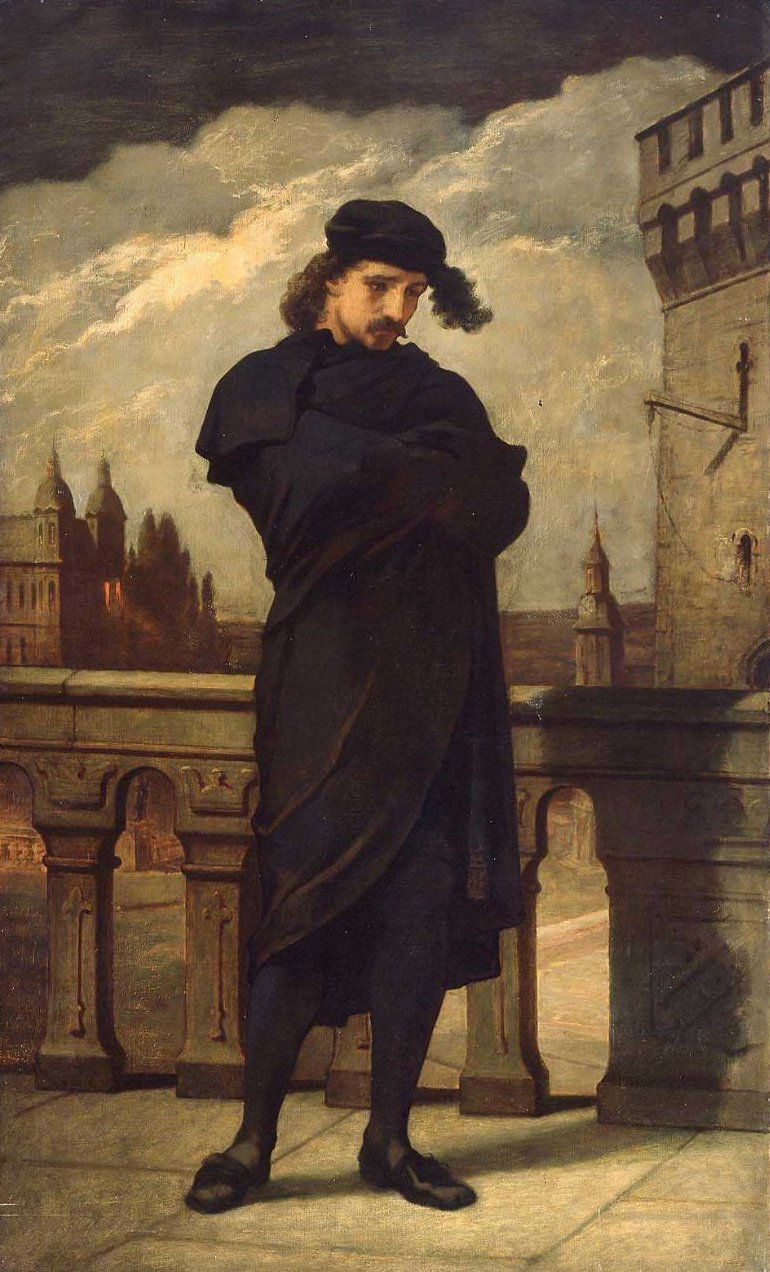
Hamlet (circa 1864) door William Morris Hunt

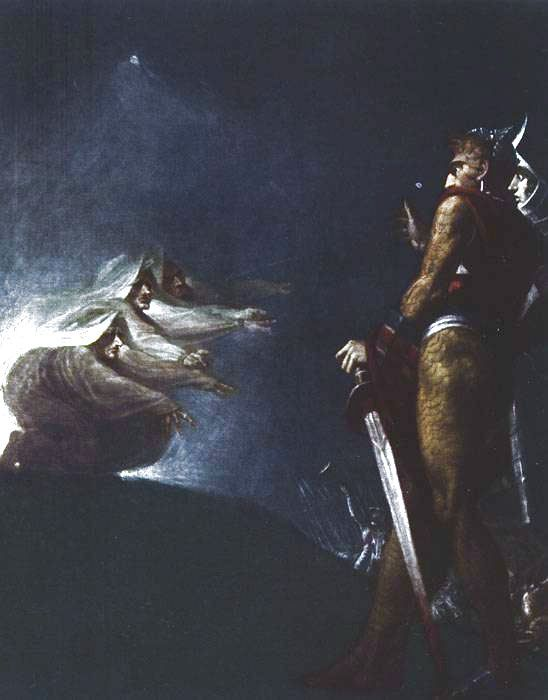
Macbeth en de heksen door Johann Heinrich Füssli

William Shakespeare was ook een inspiratiebron voor de gothicliteratuur. De openingsscène in Hamlet bijvoorbeeld, met soldaten die op de burcht angstig de komst van een geest afwachten, of de dood van Romeo en Julia in de duistere gewelven van het familiegraf, of Macbeths ontmoeting met de heksen op de hei. Shakespeare toont zich een meester 'avant la lettre' van het gothic taalidioom. In diezelfde Romeo en Julia spreekt de jonge Julia deze woorden als ze protesteert tegen de voorbereidingen die haar vader treft om haar tegen haar zin met Paris te laten trouwen:
... breng me liever naar de slangen, keten me aan woeste beren; Of verstop me 's nachts in een knekelhuis, begraven onder ratelende beenderen van doden, tussen rottend vlees en vergeelde schedels; Of breng me naar een versgegraven graf en verberg me onder een dodemanskleed ...
Een andere bron waar de gothicliteratuur inspiratie uit putte, was de 18e-eeuwse 'Kerkhofschool van poëzie' (Graveyard school of Poetry), die melancholische gedichten leverde over de dood met meestal een kerkhof als achtergrond. Een voorbeeld ervan is Night Thoughts (1742) van Edward Young, geïllustreerd door William Blake:
Stilte en Duisternis! Plechtige Zusters! Tweelingen
Van de oude nacht ...
Sta me bij: Ik zal U danken in het graf-
Het graf, uw koninkrijk: daar zal dit lichaam vallen
Als offer voor uw akelige heiligdom:
Maar wie zijn jullie?
Ook Robert Blairs The Grave (1743) bevat evocaties van de dood, wat het tot een van de populairste gedichten van zijn tijd maakte:
Drievoudig welkome Dood
Die na menig bloedige voetstap 
Ons naar ons Huis leidt, en ons veilig
Naar de langgewenste kust brengt ...

## Kenmerken van het genre

### Thema's
De gothic novel bloeide binnen de stroming van de (pre)romantiek en heeft dan ook veel kenmerken gemeen met genres als de romance en het spookverhaal die al veel langer bestonden. Met het spookverhaal deelt hij de fascinatie voor het bovennatuurlijke. Met de romantische literatuur – en de romantiek in het algemeen – heeft hij de verheerlijking van het 'Verhevene', 'Sublieme' gemeen. Het sublieme heeft betrekking op de verwondering over datgene dat de mens lijkt te overstijgen. Zo kan de aanschouwing van prachtige landschappen in de mens een emotionele respons teweegbrengen van grandeur en spiritualiteit. Het begrip bestond al langer, maar het werd vooral bekend door Edmund Burkes filosofisch essay A Philosophical Enquiry into the Origin of Our Ideas of the Sublime and Beautiful uit 1757. Als de gothic novel al een grondthema heeft dan is dat angst, en het doel van elke plot is de lezer te laten huiveren om de fysieke en psychologische terreur die de personages ondergaan.

### Setting
Gothicauteurs hebben een voorkeur voor exotische locaties. De meeste van hun verhalen spelen zich ofwel af in het (vanuit Engeland geziene) verre Italië, Spanje of een ander Zuid-Europees land, ofwel in het Verre Oosten. De ruimte waarin de acteurs zich bewegen beperkt zich vaak tot één locatie zoals een geheimzinnig kasteel of landhuis. De sfeer wordt bepaald door de beschrijving van sublieme landschappen zoals woeste hoogten en de actie speelt zich af in een aantal steeds weerkerende loci terribilis: vervallen ruïnes, oude kastelen en kloosters, liefst met een doolhof van griezelige gangen en kerkers waar de krijsende maagden met groot effect kunnen worden achternagezeten.

### Personages
In een gothic story zijn twee groepen van personages te onderscheiden: negatieve en positieve acteurs, of zij die de angst veroorzaken en zij die deze angst ondergaan. Typisch wordt een wellusteling tegenover een vervolgde maagd geplaatst, waarbij de schurk aangetrokken wordt door de zuiverheid van zijn slachtoffer, terwijl de onschuldige heldin van haar kant gefascineerd geraakt door het dierlijke van haar overweldiger. Een bijzondere rol is weggelegd voor het bovennatuurlijke, dat als helper of tegenstander in het verhaal optreedt, bijvoorbeeld in de figuur van een spook. Soms wordt de afloop van het verhaal bepaald door de strijd tussen de machten van Goed en Kwaad die zich voltrekt boven de hoofden van de machteloze menselijke personages. Hier wordt in feite dan de techniek van de deus ex machina toegepast die reeds populair was in het oude Griekse theater.

### Vertelperspectief
Het komt voor dat de handelingen van de personages door een of meer van die personages wordt verteld. Meestal wordt het verhaal echter vanuit een auctoriële vertelsituatie gepresenteerd, waarbij dus een buiten en boven de tekst staande verteller optreedt. Verteltechnische kunstgrepen zoals het uitstellen van de handeling door op een crisismoment over te schakelen naar een andere verhaallijn (de cliffhanger-techniek) kunnen de spanning nog verder opvoeren. Een voordeel van een alwetende verteller is dat hij de lezer kan manipuleren, informatie onthouden, en direct kan toespreken.

### Conventies en motieven
Volgens J.A. Cuddon wordt het genre getypeerd door het volgen van een aantal conventies. In de verhalen wordt vaak gebruikgemaakt van dezelfde elementen: woeste landschappen, oude gebouwen, kloosters, kathedralen en kastelen met kerkers, martelkamers, geheime deuren en wenteltrappen; verschijningen zoals spoken, demonen en dodenbezweerders, een sfeer van broedende somberheid, jonge, knappe helden en flauwvallende (of schreeuwende) heldinnen die zich verzetten tegen corrupte aristocraten, boze heksen of perverse monsters. Vrouwelijke personages worden bedreigd door machtige of onstuimige mannelijke figuren, en de beschrijvingen hebben als doel angst, afschuw, walging of terreur op te roepen.
H. Van Gorp onderscheidt bij de afbakening van het genre vier groepen kenmerkende motieven:
1. een sociale motiefgroep: zo draait de plot vaak rond onrechtmatig verwerven van landbezit, een sociaal recht of macht;
2. een seksuele motiefgroep: zo zijn bijvoorbeeld een verboden passie, allerlei excessen, een gedwongen huwelijk, verkrachting en incest vaak gebruikte verhaalmotieven;
3. een religieuze motiefgroep: wanneer bijvoorbeeld de held(in) slachtoffer wordt van religieus fanatisme zoals een aanklacht door de inquisitie of gedwongen noviciaat;
4. een psychologisch-ethische motiefgroep: een overdreven kennisdrang om alle geheimen te ontsluieren om zo een aan God gelijke macht te verwerven (hybris zoals bij Faust, Prometheus, Frankenstein).

### Structuur
Een ander kenmerk van de gothic novel betreft de structuur: de presentatie van het verhaal gebeurt vaak met gebruik van verschillende vertellers. Soms hangen die een totaal andere versie op van het verhaal, maar uiteindelijk convergeren die versies of wordt het verband ertussen voor de lezer duidelijk. Zo is Frankenstein bijvoorbeeld een roman die verteld wordt binnen een raamwerk van verschillende verhalen: Walton, Frankenstein en het Monster vertellen elk hun eigen verhaal, waarbij het verhaal van het Monster structureel centraal staat in de roman. Ook Dracula maakt gebruik van verschillende vertelstandpunten: dat van Jonathan Harker, Mina Harker, Lucy, Dr. Seward en van Van Helsing.

Vanaf het begin ook stond deze vorm van literatuur bloot aan kritiek, waarbij vooral gewezen werd op het gebrek aan cohesie en formele eenheid. In haar studie van de gothic novel The Rise of the Gothic Novel uit 1995 verwoordt Maggie Kilgour het op de volgende manier: 
Soms lijkt de gothic novel zelfs helemaal niet te beschikken over een samenhangende vertelling, maar slechts te bestaan uit een reeks gevormde conventies, statische ogenblikken van extreme emoties die in een landschap of door personages vertoond worden met de bedoeling hetzelfde in de lezer teweeg te brengen, vaag aaneengeregen aan elkaar, maar die falen om een coherente of doorlopende eenheid te vormen.

## Vroege gothicauteurs en -romans
Na het succes van de eerste 18e-eeuwse gothic novels stortten heel wat auteurs zich op het 'produceren' van romans in het nieuwe genre. Deze boeken vonden gretig aftrek bij een hoofdzakelijk vrouwelijk lezerspubliek, zodat de markt al gauw overspoeld werd door 'gothic novels' van minder begaafde imitators. In wat volgt worden dan ook alleen auteurs genoemd die van belang waren bij de ontwikkeling van het nieuwe genre en hun plaats verdiend hebben in de canon van de gothicliteratuur.

### Horace Walpole

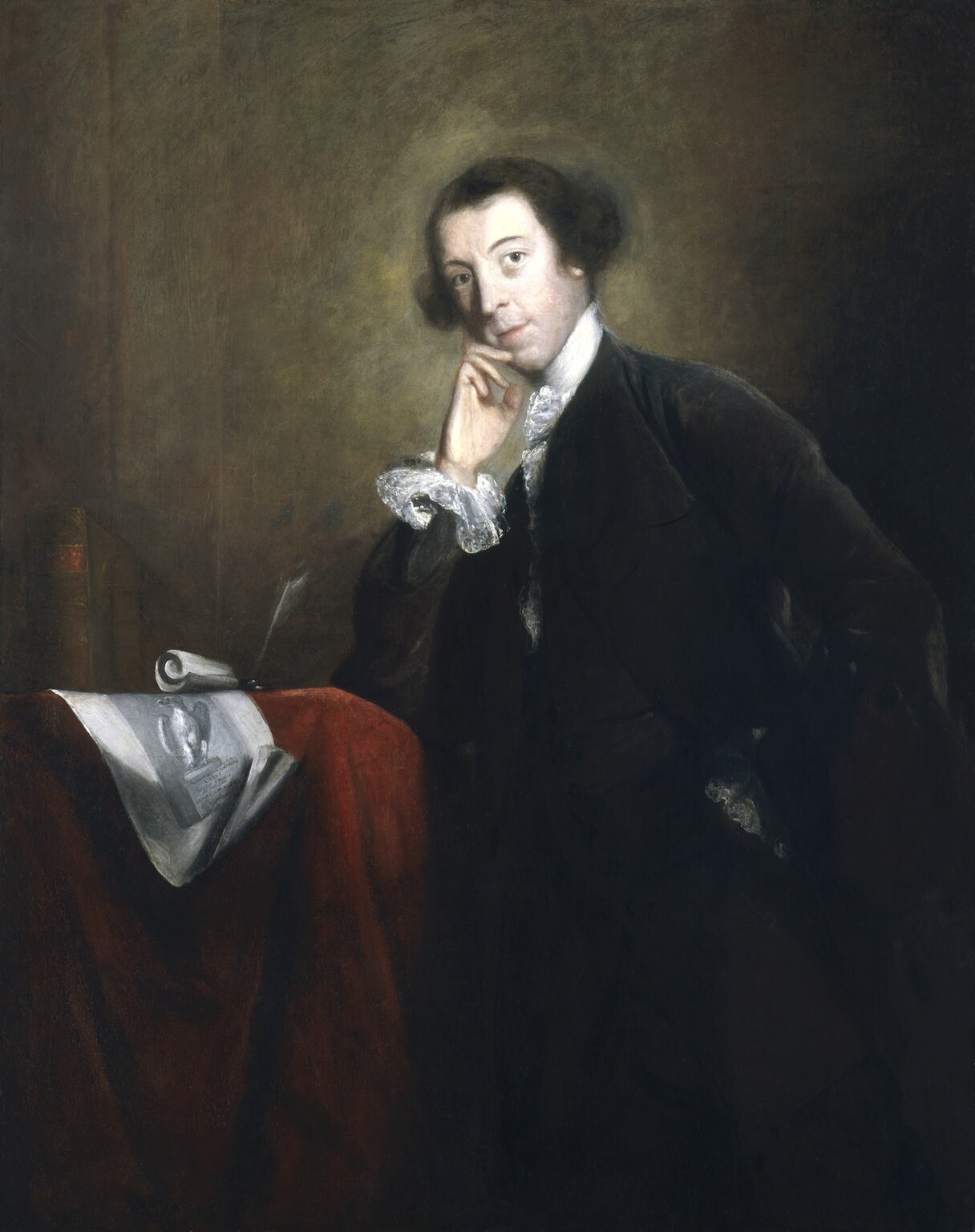
Horace Walpole omstreeks 1756, schilderij van Sir Joshua Reynolds

The Castle of Otranto van Horace Walpole uit 1764 kan beschouwd worden als de eerste echte gothic novel. Het verhaal – een ware horror story – gaat over de tiran Manfred, wiens grootvader Ricardo zich lang geleden meester heeft gemaakt van het prinsdom Otranto door prins Alfonso de Goede te vermoorden. Om zich te verzekeren van een troonopvolger wil Manfred zijn zwakke zoon Conrad laten trouwen met Isabella, maar Conrad sterft op geheimzinnige wijze en Manfred besluit om zelf met het meisje te huwen omdat zijn eigen vrouw onvruchtbaar is. Isabella wil daar niets van weten, maar Manfred is vastbesloten en wil haar overweldigen, zodat het meisje in paniek wegvlucht. Achternagezeten door de begerige kasteelheer krijgt Isabelle in de kerkers onder het kasteel onverwachts hulp van een geheimzinnige jongeman, die later de zoon blijkt te zijn van de vermoorde Alfonso de Goede.
Zij schreeuwde het uit van schrik, want in de geest dacht zij haar geliefde Conrad te herkennen! De gedaante naderde haar en zei met een diepe stem: "Wees niet bevreesd, mevrouw, ik zal u niet kwetsen..."
Manfred krijgt ook te maken met een demon die uit het schilderij van Alfonso komt en paniek zaait in het kasteel. De hele middeleeuwse setting en nachtmerrieachtige sfeer is gotisch. Walpole verschafte het nieuwe genre ook zijn naam, door de subtitel 'A Gothic Story' aan de tweede editie mee te geven. Walpole kreeg nogal wat kritiek te verduren op zijn verhaal omdat het zo bloederig en griezelig was. Iemand die hem tegelijk bewonderde en stevig bekritiseerde was Clara Reeve, een schrijfster van romances die zich aangetrokken voelde tot het nieuwe genre.

### Clara Reeve

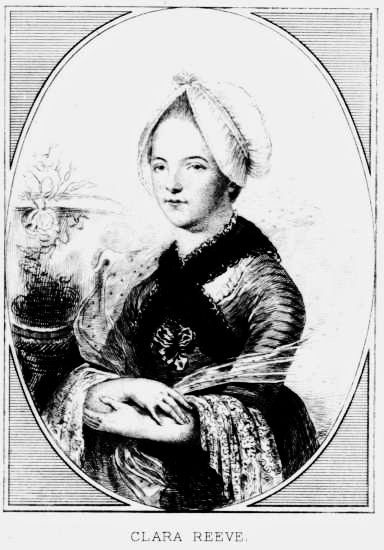
Clara Reeve

Clara Reeve (1729–1807) was de auteur van verschillende romans, maar slechts één werd echt bekend: The Old English Baron uit 1777. Het boek verscheen eerst anoniem onder de titel The Champion of Virtue en pas in 1778 als The Old English Baron. Ze was duidelijk geïnspireerd door Castle of Otranto van Walpole. Haar roman zou dan weer invloed uitoefenen op Mary Shelleys Frankenstein. In het voorwoord van The Old English Baron (tweede editie in 1778, na de anonieme versie) schreef Clara Reeve het volgende:
Dit verhaal is het literaire nakomelingschap van The Castle of Otranto, geschreven met dezelfde opzet, bedoeld om het aantrekkelijkste en interessantste uit de antieke romance te combineren met de moderne roman. Tezelfdertijd heeft het ook een eigen karakter. Het onderscheidt zich door de benaming "gothic", als beeld van gothic tijden en leefwijzen.
Ondanks dat ze haar werk op het stramien van Walpoles verhaal baseerde had ze er nogal kritiek op. Ze vond The Castle of Otranto overdreven gewelddadig en wilde tonen dat ze het beter kon. De gelijkenissen met Walpoles verhaal zijn treffend, ook al is de plaats van handeling nu niet Italië, maar Engeland in de late middeleeuwen. De oorspronkelijke titel The Champion of Virtue verwijst naar een jongeman in het verhaal die samen met de zonen van de baron in het kasteel opgroeit. Uit jaloersheid onderwerpen de broers hem aan allerlei proeven. Zo moet hij van hen, om zijn moed te bewijzen, drie nachten doorbrengen in de betoverde vleugel van het kasteel. Ook enkele andere dominante motieven van de gothic story zoals bezitsdrang, seksuele begeerte, moord en verborgen afkomst ontbreken niet: het kasteel is namelijk door de moord op de vader van de jongeman in handen van een familielid gekomen en die begeert ook nog eens de weduwe van de vermoorde. Het grootste verschil met Walpoles roman is dat het verhaal van Clara Reeve, dochter van een parochiehoofd, door de morele lessen die zij erin verweeft een ethische ondertoon heeft. Mogelijk is dat de reden dat haar boek, in tegenstelling tot dat van Walpole, vertaald werd in het Nederlands: Het Kasteel van Lovel of de duistere wegen der Voorzienigheid. Een verhaal. (Amsterdam, 1839.) Een van de schrijvers van wie Clara Reeve veel lof ontving was Ann Radcliffe.

### Ann Radcliffe

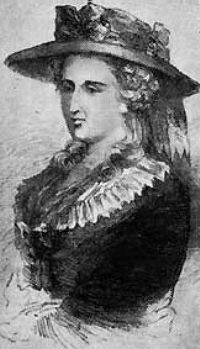
Ann Radcliffe

Ann Radcliffe had al drie romans geschreven die haar reputatie als schrijfster vestigden, maar het was pas met de gothic novel The Mysteries of Udolpho in 1794 dat ze de in die tijd enorme som van 500 Britse pond verdiende. Het geld was haar trouwens als voorschot betaald, omdat de uitgever vertrouwen in haar had. Het bewijst hoe populair de gothicliteratuur wel was in de jaren na 1790. Drie jaar later, in 1797, overtrof ze dit succes met The Italian, die liefst 600 Britse pond opbracht. Dit zou meteen ook de laatste roman zijn die ze in haar leven schreef. Ze trok zich terug en liet niets meer van zich horen. Christina Rossetti was een groot bewonderaar van haar werken, maar ze moest haar plan voor het schrijven van een biografie over Radcliffe opgeven door gebrek aan informatie. Ann Radcliffe stierf in 1823. Ze kreeg navolging van minder begaafde imitators die de boekenrekken vulden. Gothic novels waren immers zeer in trek en maakten ongeveer een derde uit van de totale boekenverkoop. Samen met de uit Duitsland afkomstige mengvorm van ridder-, rovers- en spookverhalen werd Engeland aldra overspoeld met de "Radcliffades", imitaties van Radcliffe, die tussen 1795 en 1820 een ware rage zouden worden. Zowel Anna Laetitia Barbauld als Walter Scott waren als uitgever betrokken bij de ontwikkeling van het nieuwe genre. Beiden erkenden dat Ann Radcliffe een eigen romantische stijl gevonden had.
De romans van Mevr. Radcliffe staan op eenzame hoogte tussen de andere auteurs, zij toont een genialiteit die heel ongewoon is— Barbauld

### William Beckford

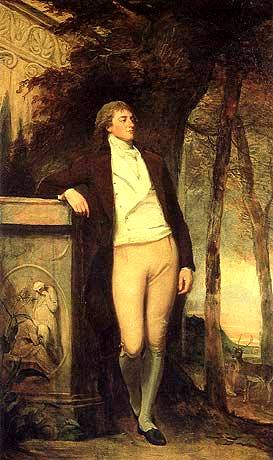
William Beckford in 1782 – schilderij van George Romney

William Thomas Beckford (eerder al vernoemd als bouwheer van enkele neogotische gebouwen) schreef Vathek in 1782, toen hij 21 was. Het is zowel een Arabisch sprookje vanwege de oosterse setting en personages als een gotische roman, omdat de nadruk ligt op het bovennatuurlijke, bedoeld om de lezer angst aan te jagen. Deze oosterse roman is daardoor eerder te beschouwen als een nevenvorm van de gothic novel, net als bijvoorbeeld William Godwins achtervolgingsroman Caleb Williams en de briefroman Frankenstein van Mary Shelley. Beckford schreef Vathek in het Frans in 1782, waarna dominee Samuel Henley het vertaalde in het Engels. Beckfords originaliteit lag in het combineren van populaire oosterse elementen met de gotische elementen van Horace Walpoles The Castle of Otranto (1764). De roman vertelt het verhaal van kalief Vathek (afgeleid van de historische Al-Wathiq), die afstand doet van de islam en van de macht, en samen met zijn moeder op zoek gaat naar een manier om bovennatuurlijke krachten te verkrijgen. Aan het einde van de roman zal hij echter in plaats van zijn doel te bereiken verdoemd worden om af te dalen in de hel, die geregeerd wordt door de demon Eblis.

### Matthew Lewis

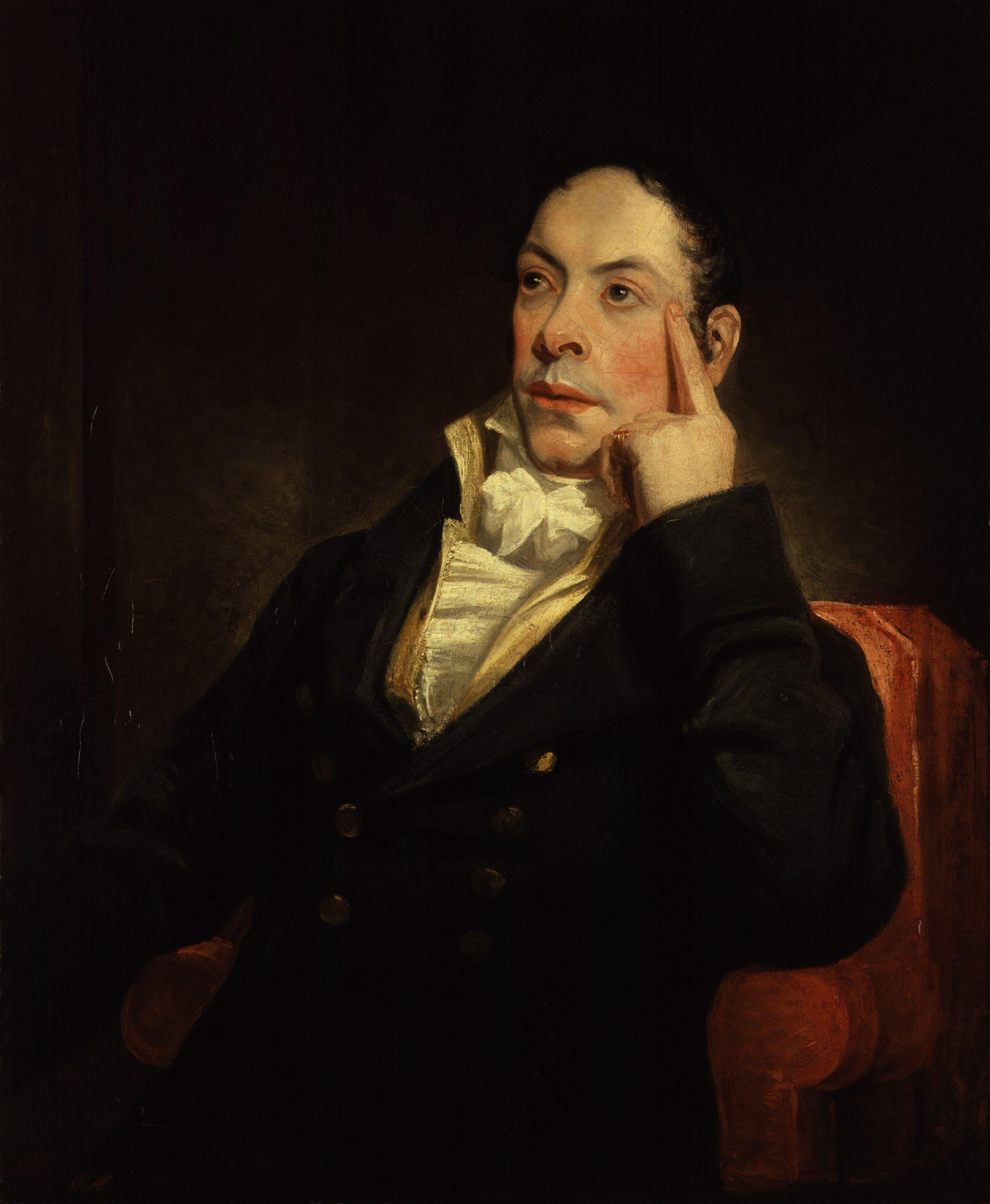
Matthew Lewis, schilderij van Henry William Pickersgill, 1809

The Monk, door Matthew Lewis geschreven toen hij 19 jaar was, gepubliceerd in 1796, was een ongelooflijk succes. Sir Walter Scott verbaasde zich er ook over en sprak van "een nieuw tijdperk in onze literatuur" dat leek te worden ingeluid. Het verhaal van Lewis schokte nochtans ook veel lezers, niet alleen door de verdorven monniken, sadistische inquisiteurs en geesten van nonnen die er in optraden, maar vooral door de spottende en oneerbiedige uitlatingen over de Katholieke Kerk. De held van het verhaal, Lorenzo, verlangt naar de mooie Antonia. Een monsterlijk wezen komt echter tussenbeide en sleurt het onschuldige meisje mee. Ambrosio, de monnik, neemt op de een of andere wijze bezit van het lichaam van het wezen, daarbij geholpen door de hekserij van Matilda, een vrouwelijke handlanger van Satan die aanstuurt op Ambrosio's ondergang. De gruwelijke gebeurtenissen, waaronder de foltering en de verkrachting van Antonia door het monster, beschrijft Lewis op een zeer beeldende wijze. Ook de uiteindelijke eeuwigdurende straf van de monnik wordt pagina's lang uitgesmeerd.
He stifled her cries with kisses, treated her with the rudeness of an unprincipled Barbarian,... and in the violence of his lustful delirium, wounded and bruised her tender limbs.
(Hij smoorde haar kreten met kussen, behandelde haar met de grofheid van een principeloze barbaar ... en in het geweld van zijn wellustig delirium, verwondde en kneusde hij haar tedere ledematen.)
Heel wat tijdgenoten vonden de expliciete seksualiteit en het geweld dan ook wansmakelijk; zijn faam in het schrijven van dergelijke horror was zelfs zodanig dat ze hem "Monk Lewis" noemden. Ann Radcliffe, die Lewis had geïnspireerd om ook een gothic novel te schrijven, maakte duidelijk bezwaar tegen de schokkende scènes afgebeeld in The Monk, en zou The Italian geschreven hebben als protest tegen het boek van Lewis.

## Receptie door tijdgenoten

### Kritiek
Vanaf de eerste publicaties lokten gothicteksten allerlei reacties bij publiek en critici uit, gaande van gechoqueerde veroordelingen wegens sensatiezucht en immoraliteit tot lof voor de emotionele diepgang. In het algemeen kreeg gothic, voor zover het als een apart literair fenomeen werd gezien, niettegenstaande zijn succes bij het grote publiek geen goede pers. De drie belangrijkste punten van kritiek zijn als volgt samen te vatten:
- Gothic werd beschouwd als een appel aan de 'laagste gevoelens' zoals angst en lust, wat bij de lezer kon leiden tot een hang naar meer van dergelijke kicks.
- Veel gothicteksten werden afgekeurd omdat ze godslasterend zouden zijn, of omdat het ze op zijn minst ontbrak aan een positieve ethische, christelijke boodschap. Van Gorp is van mening dat precies die "sterk anti-paapse thematiek" de reden was dat de gothic novel "niet in het door protestanten gedomineerde Nederland feestelijk werd binnengehaald".[3]
- In de 18e eeuw werd geoordeeld dat het voor meisjes en vrouwen geen geschikte lectuur was, omdat het hen niet voorbereidde op het echte leven, dat immers veel minder opwindend zou blijken. Er werd gevreesd dat het als reactie hierop tot lethargie en apathie zou leiden.
- In een tijdperk van revolutionair verzet vreesden sommige commentators dat gothic in politiek en sociaal opzicht subversieve lectuur was. Markies de Sade schreef in 1800 bijvoorbeeld dat de gothic novel een politieke dimensie had, en zag het als een reactie op de Franse Revolutie, als het product van de revolutionaire schokken die in heel Europa voelbaar waren. Hoe groter de politieke gruwel, hoe sensationeler de literatuur volgens hem werd.

We zijn er nu van overtuigd dat de menselijke geest door het lezen van obscene en wellustige verhalen zo diep kan zinken dat zelfs de Bijbel wordt aangewend om een klimaat van vunzigheid te scheppen. — Samuel Taylor Coleridges reactie op The Monk
Uit het laatste punt wordt duidelijk dat de gothic novel dus gezien kan worden als een reactie op het rationalisme van de Verlichting. Zo beschouwd maakt het deel uit van de literaire stroming van de preromantiek die meer aandacht had voor de irrationele drijfveren van de mens, zijn gevoelens en hartstochten. De gothic novel gaat hierin verder dan de sentimentele roman en beschrijft extatische ervaringen en psychologisch verscheurde personages met een fascinatie voor het kwaad.

### Parodie

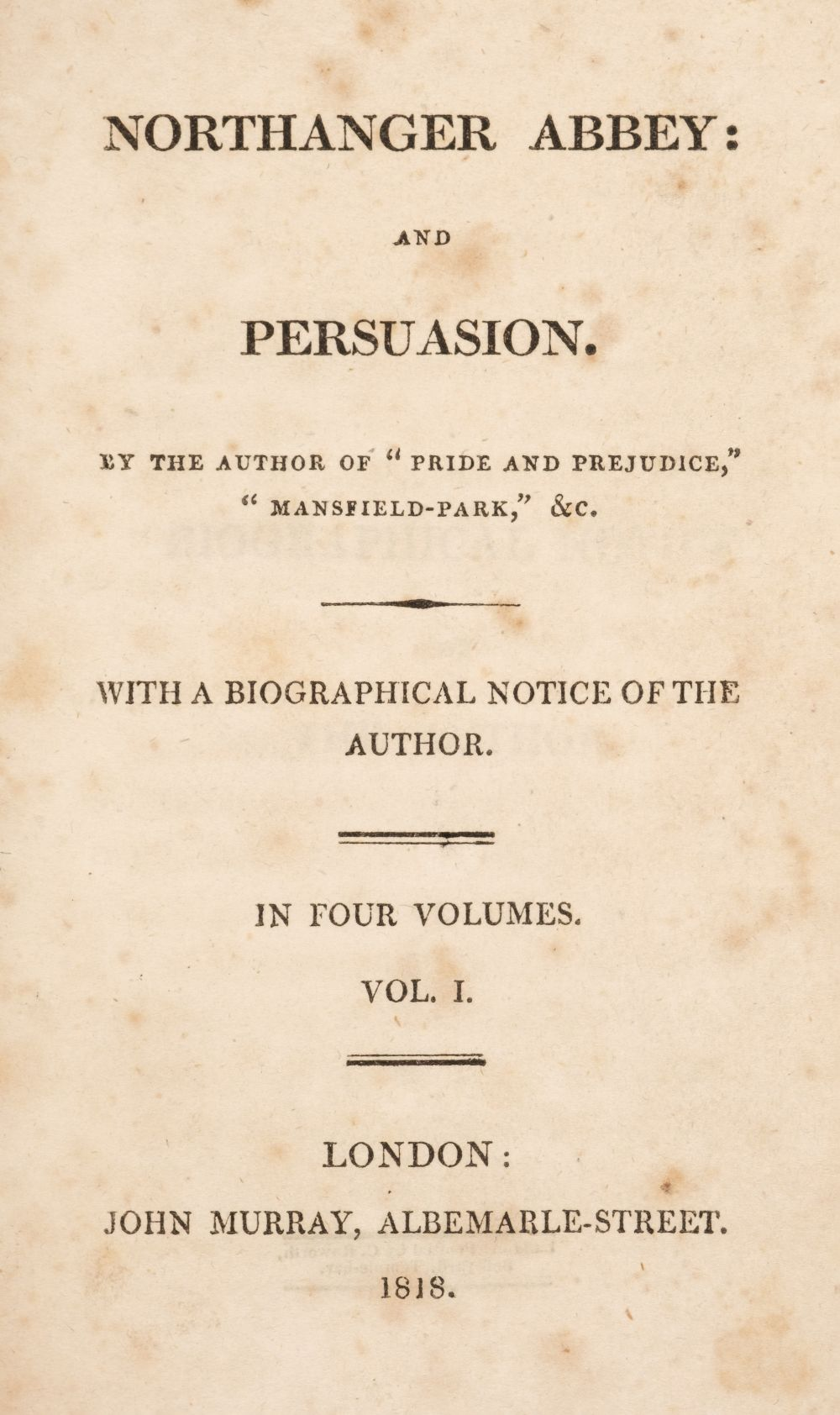
Northanger Abbey, Jane Austens parodie op de gothic novel.

De excessen, stereotypen en absurditeiten van het traditionele gothicgenre maakten het al snel tot een dankbaar onderwerp voor parodie. De beroemdste parodie op de gothic novel is Jane Austens roman Northanger Abbey (1818), waarin de naïeve vrouwelijke protagonist na het lezen van te veel gotische fictie zichzelf een romantische heldin waant, omringd door moordenaars en schurken. Jane Austens roman is ook waardevol vanwege het opnemen van een lijst van zeven vroege gothic novels die sindsdien bekendstaan als de Northanger Horrid Novels:
- The Necromancer; or, The Tale of the Black Forest (1794) door 'Ludwig Flammenberg' (pseudoniem van Carl Friedrich Kahlert; naar het Engels vertaald door Peter Teuthold)
- Horrid Mysteries (1796) door markies de Grosse (naar het Engels vertaald door P. Will)
- The Castle of Wolfenbach (1793) door Eliza Parsons
- The Mysterious Warning, a German Tale (1796) door Eliza Parsons
- Clermont (1798) door Regina Maria Roche
- The Orphan of the Rhine (1798) door Eleanor Sleath
- The Midnight Bell (1798) door Francis Lathom

Van dit lijstje boeken met lugubere titels werd aanvankelijk gedacht dat het uit de verbeelding van Jane Austen was ontsproten, maar later onderzoek door Michael Sadleir en Montague Summers wees uit dat het om echt bestaande boeken ging die de interesse voor de gothic novel nieuw leven hadden ingeblazen. Ze zijn begin 21e eeuw allemaal herdrukt door Valancourt Press.
Een ander voorbeeld van een gothicparodie in dezelfde geest is The Heroine' door Eaton Stannard Barrett (1813). Cherry Wilkinson, een dwaze vrouwelijke hoofdpersoon die verslingerd is aan romans, verbeeldt zich een heldin uit een gothicromance te zijn. In haar fantasie vormt zij de werkelijkheid om op een manier die beantwoordt aan de stereotypes en typische plots van de gothic novel en dit leidt tot een reeks absurde gebeurtenissen, culminerend in een catastrofe. Na deze onvermijdelijke crisis helpt Stuart, een vaderlijke figuur, haar om het pad van de rede terug te vinden en deze onnatuurlijke affectie te overwinnen. De opvoeding die zij van hem ontvangt zorgt ervoor dat een einde wordt gemaakt aan haar 'ongezonde' neigingen.

## Gothic tijdens de romantiek

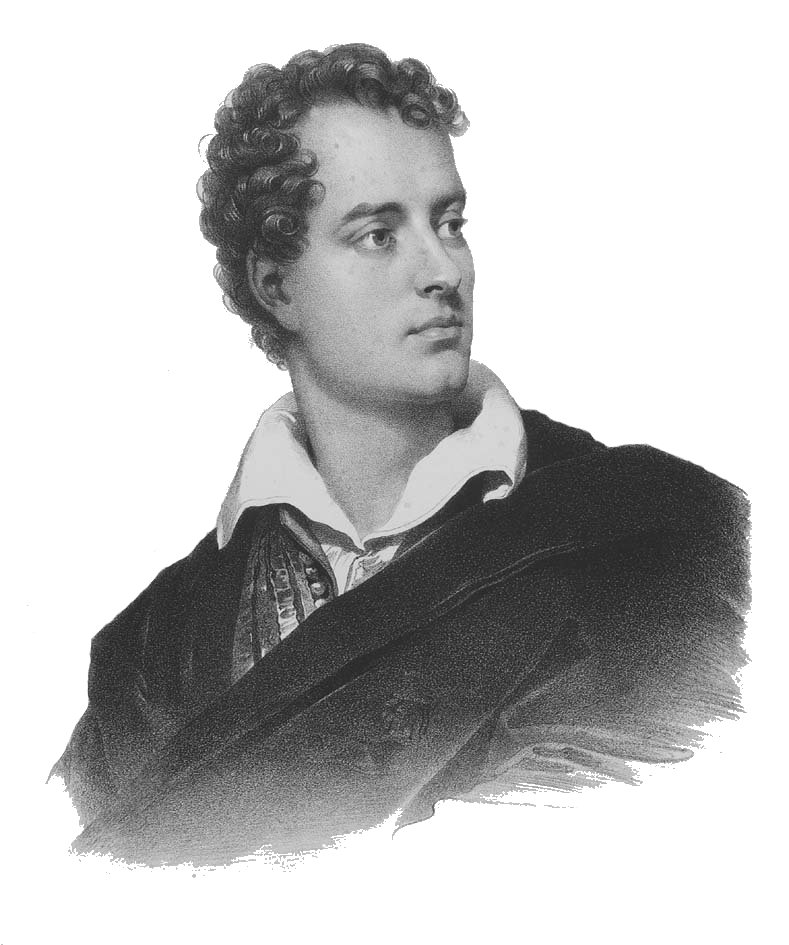
Lord Byron

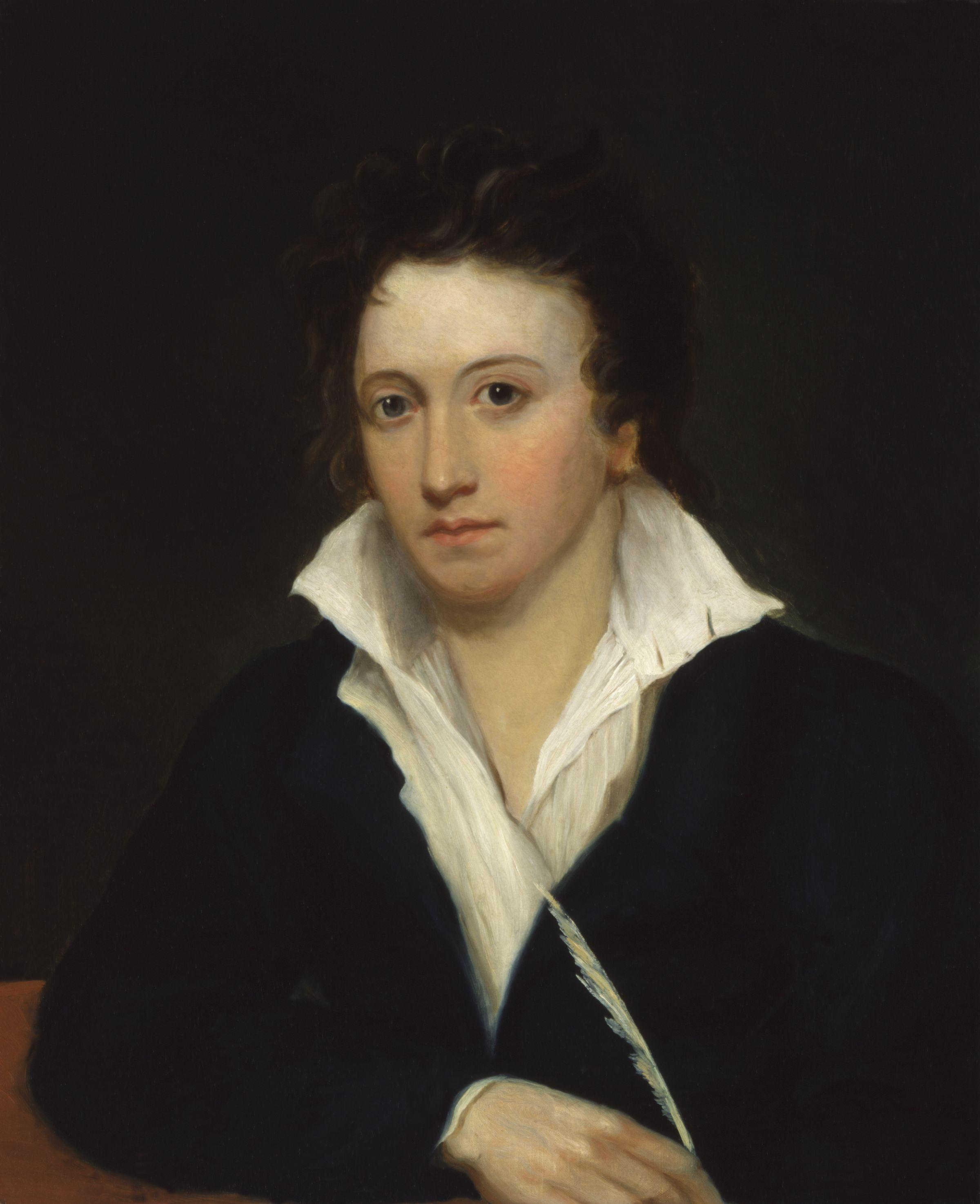
Percy Bysshe Shelley, schilderij van Alfred Clint, 1819

### Engeland
Vanaf ongeveer 1790 kon op gothic teruggekeken worden als een gevestigd genre, een literatuur met een verleden. Auteurs als Maturin kwamen er nu openlijk voor uit (onder meer in een brief aan Walter Scott) te werken in de traditie die Lewis was begonnen. Andere schrijvers zoals William Wordsworth en Samuel Coleridge, die behoorden tot de eerste generatie van de romantische letterkunde, distantieerden zich evenwel van gothic, hoewel hun werk er ook door werd beïnvloed. Coleridges gedicht Christabel is daar met zijn gothic-esthetiek een mooi voorbeeld van. De tweede generatie literaire romantici waartoe Mary Shelley behoorde was veel meer verwikkeld in gothic. Ook haar echtgenoot, de dichter Percy Bysshe Shelley, publiceerde nog voor hij twintig was twee gothic novels. Tot hun kennissenkring behoorde ook Byron, die zich opstelde als een soort patroon van gothicauteurs. Zo hielp hij bijvoorbeeld Maturin bij het publiceren van zijn Bertram (1816), en steunde Coleridge bij de publicatie van Christabel.
Ook een aantal Engelse romantische dichters droegen dus bij aan het gotische genre. Prominente voorbeelden zijn Coleridges The Rime of the Ancient Mariner en Christabel, en Keats' La Belle Dame Sans Merci (1819) en Isabella, or the Pot of Basil (1820). In het laatste gedicht zijn de namen van de personages, de visioenen en de macabere fysieke details duidelijk beïnvloed door de romans van Ann Radcliffe. Percy Bysshe Shelleys eerste gepubliceerd werk was de gotische roman Zastrozzi (1810), waarin een verschoppeling geobsedeerd geraakt door het idee om wraak te nemen tegen zijn vader en halfbroer. Shelley publiceerde een tweede gotische roman in 1811: St. Irvyne, ; or, The Rosicrucian, over een alchemist die het geheim van de onsterfelijkheid tracht te ontsluieren.
De dichter Lord Byron werd door zijn versmade minnares Lady Caroline Lamb getypeerd als 'gek, slecht en gevaarlijk om te kennen'. Byrons levenswandel, gedichten en avonturen vormden het onderwerp van roddel zowel als bewondering. Zijn tot de verbeelding sprekende persoonlijkheid vormde een inspiratiebron voor het gotische genre en leverde de basis voor het literaire personage van de 'Byronic hero'. De Byronic hero verschijnt voor het eerst in het semi-autobiografische gedicht van Byron Childe Harold's Pilgrimage (1812-1818) en had betrekking op een charismatische en intelligente held die echter ook minder fraaie karaktertrekken vertoonde zoals cynisme, arrogantie en emotionele instabiliteit, en zich ondanks zijn vele kwaliteiten toch in de marge van de samenleving plaatste. Kortom: een complexe held zoals Byron zichzelf zag. Byron figureerde zelf als 'Lord Ruthven' in Lady Carolines gotische roman Glenarvon (1816).
In de zomer van 1816 was Byron in de Villa Diodati aan de oever van het Meer van Genève de gastheer van een "spookverhalenwedstrijd", waaraan behalve hijzelf ook Percy Bysshe Shelley, Mary Shelley en John William Polidori deelnamen. Deze wedstrijd leverde enkele bekende gothic novels op: Mary Shelleys Frankenstein (1818) en Polidori's The Vampyre (1819).

#### Mary Shelley

Mary Shelley, 1840, schilderij van Richard Rothwell

Aanvankelijk had Mary niet veel inspiratie voor een spookverhaal, tot ze tijdens een slapeloze nacht "in de macht kwam van een sterke verbeelding":
Mijn verbeelding, ongenodigd, overviel me en leidde me, en levendige beelden overspoelden mijn geest, sterker dan in een gewone droom. Ik zag... de bleke student van de goddeloze Kunst neerknielen naast het schepsel dat hij had gemaakt... en dan, door de werking van de een of andere vreemde machine hoe het tot leven kwam, en zich ongemakkelijk begon te bewegen.
De auteur stelt de werking van haar creatieve geest voor alsof ze slechts een medium was dat deze verschrikkelijke beelden ontving. Mary Shelley begon aan het verhaal te schrijven toen ze 18 jaar was en de roman werd anoniem in Londen gepubliceerd toen ze 20 was. Haar naam kwam pas voor in de tweede editie van 1831.

#### John William Polidori

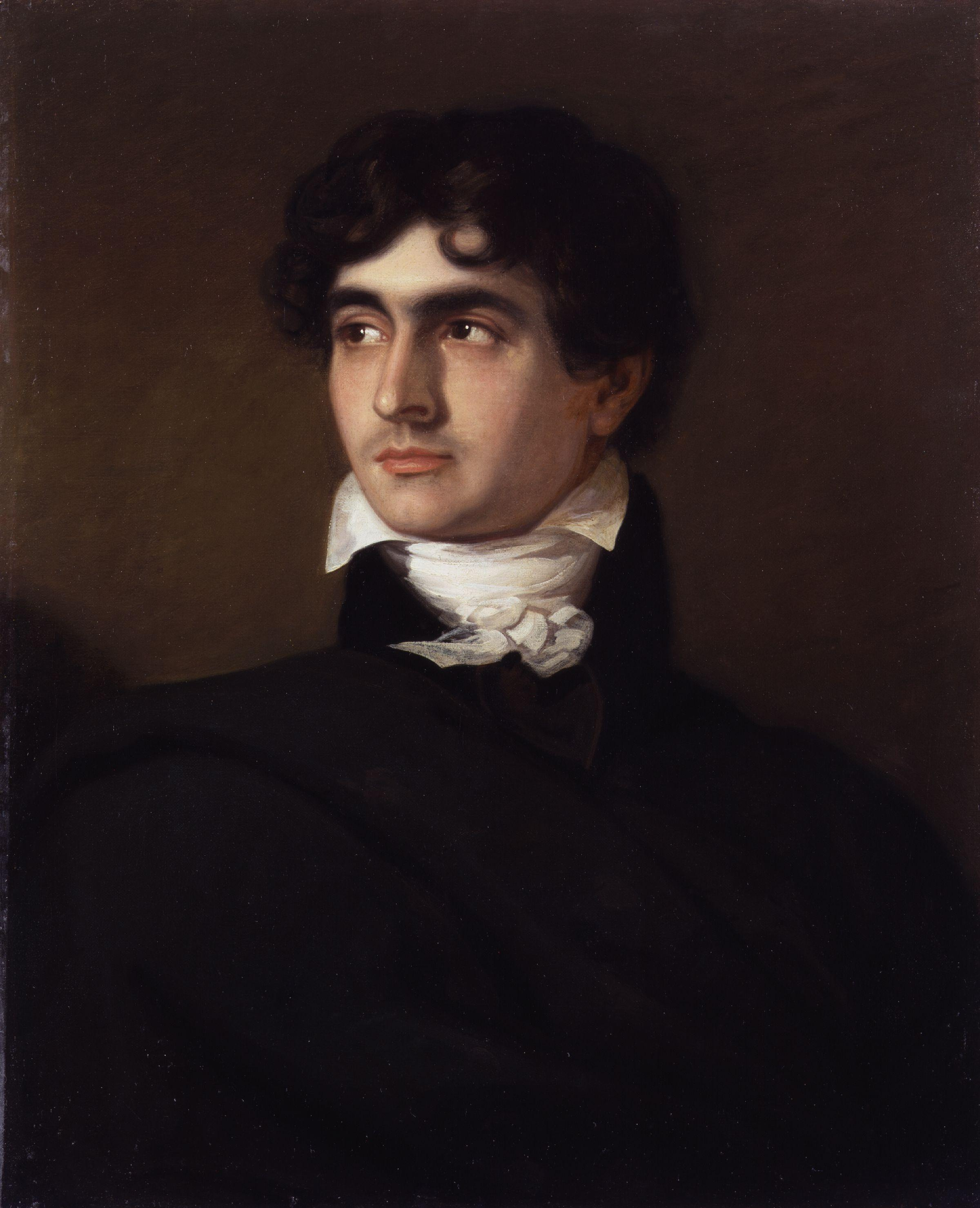
John William Polidori, schilderij van F.G. Gainsford

Een van de andere gasten van Byron die zomer, was John William Polidori (1795-1821), een Engels arts en schrijver van Italiaanse afkomst. Byron had een fragment van een verhaal geschreven, Fragment of a Novel, over de hoofdpersoon Augustus Darvell. Hij werkte het niet af, maar Polidori zou het later als basis gebruiken voor zijn eigen verhaal, The Vampyre, dat gepubliceerd werd in 1819. Het werd oorspronkelijk ten onrechte toegeschreven aan Lord Byron, maar zowel Byron als Polidori bevestigden dat het verhaal van Polidori was.

#### Charles Maturin
Een ander laat voorbeeld van de traditionele gothic novel is Charles Maturins Melmoth the Wanderer (1820), die het thema van antikatholicisme combineert met een outcast 'Byronic hero'. Alle vertrouwde motieven (de zwart-wit-tekening van de schurk tegenover de vervolgde maagd, de mysterieuze sfeer enzovoort) zijn aanwezig. De hoofdfiguur van deze horrorroman is Melmoth (de 'wandelende jood'), een geleerde die zijn ziel verkoopt aan de duivel in ruil voor 150 extra levensjaren. Hij besteedt die tijd aan het zoeken van iemand die het pact dat hij met de duivel sloot wil overnemen. Vergelijkingen met de Faustlegende liggen voor de hand, en de snelle veroudering van Melmoth na 150 jaar herinnert hedendaagse lezers aan Oscar Wildes The Picture of Dorian Gray. De roman biedt ook sociale commentaar op het Engeland van begin 19e eeuw en hekelt het rooms-katholicisme, dat ongunstig tegenover de deugden van het protestantisme wordt geplaatst. De roman kreeg vrij goede kritieken. H.P. Lovecraft noemde het "een enorme stap in de evolutie van het horrorverhaal." Melmoth the Wanderer is een heropflakkering van de 'gothic flame' op een ogenblik dat de belangstelling voor het genre al wat verwaterd was. Het jaartal 1820 kan daarom ook gezien worden als een eindpunt in de eerste fase van de gothic novel.

#### Wilkie Collins
The Woman in White (1860) van Wilkie Collins wordt nog gezien als een echte gothic novel.

### Duitsland
Vanaf het einde van de 18e eeuw was er in de gothicliteratuur (in het Duits: Schwarze Romantik of Schauerromantik) sprake van uitwisseling en onderlinge beïnvloeding tussen Engeland en Duitsland. Duitsland had al een lange traditie van literatuur die het fantastische en het bovennatuurlijke onder de aandacht bracht, en de succesrijke Engelse gothic novels werden dan ook druk vertaald (of schaamteloos gekopieerd) voor het Duitse lezerspubliek. Deze uitwisseling was zo intens (en ondoorzichtig voor analytici) dat beide landen elkaar de import van deze gruwelijke vorm van literatuur verweten.
In Duitsland keerden romantische dichters als Friedrich Schiller zich ook naar de middeleeuwen, maar het waren literair minder gewaardeerde auteurs als Joseph Alois Gleich (1772-1841) en Christian Heinrich Spieß die het genre van de Schauerroman populair maakten.
Een belangrijk auteur uit de Duitse romantiek wiens werk als gothic kan worden bestempeld is E.T.A. Hoffmann. Zijn roman Die Elixiere des Teufels (Duivelselixir) werd geschreven in 1816 en in 1824 in het Engels vertaald. Het idee voor het verhaal ontleende Hoffmann aan The Monk van Matthew Lewis.

### Nederland
In Nederland sloeg deze extreme vorm van romanticisme niet erg aan. In de Algemeene Konst- en Letterbode (AKL) van 1796 (nr. 143) verscheen een neerbuigende reactie, waaruit het volgende fragment is gelicht:
Een byzonder slag van verdichtsels, de Romans, hebben in Engeland tegenwoordig bykans dezelfde toevallige rigting gekregen, als zy, kort geleden, in Duitschland hadden, en voor 't merendeel nog hebben. Oude Ridder- en Spookhistories, Tover- en Wonderholen, hebben, by een Volk, dat zyne Richardsons, Fieldings, Sternes en Smollets heeft, een onbegrypelyken aftrek gekregen.
Extremere vormen van romantiek konden binnen Nederlandse literaire kringen niet op veel waardering rekenen. Er werden weliswaar vertalingen gemaakt. Zo verscheen er in 1793 van Ann Radcliffe in deel 4 van de reeks Magazijn van geschiedenissen, romans en verhalen een vertaling van A Sicilian Romance onder de titel De Bouwval, of de geschiedenis van de Marquisin van Mazzini, en in 1821 publiceerde de Amsterdamse uitgever J.C. van Kesteren van Ann Radcliffe De Italiaan, of De biechtstoel der zwarte boetelingen. De invloed van het genre is het duidelijkst bij Jacob van Lenneps Het huis ter Leede (1828), bij A. van der Hoops De Renegaat (1838) en A.L.G. Bosboom-Toussaintz' De echtgenooten van Turin (1839). In het Nederlands taalgebied valt de piek van de romantische griezelroman eigenlijk pas rond 1845.

### Andere
Terwijl de auteurs van de eerste, traditionele gothic novels omstreeks 1820 al praktisch vergeten waren, bleef gothic het lezerspubliek boeien. Buiten Engeland ontleenden auteurs zo divers als Honoré de Balzac, Victor Hugo en Dostojevski elementen aan de gotische roman zonder dat hun werk binnen dit genre geplaatst kan worden. Een goed voorbeeld hiervan is Alexandre Dumas' Pauline uit 1838. Dit typisch romantische werk bevat een aantal macabere scènes met een heldin die onder de kerk in een donkere ruimte is opgesloten, zonder eten of drinken. De situatie van de heldin en de sombere sfeer is gothic en herinnert sterk aan The Castle of Otranto. De romantypes die, behalve de Duitse Schauerromans, het nauwst verwant zijn aan de gothic novel zijn eerder de Franse romans noirs en de romans frénétiques.
Na de verschrikkingen van de Franse revolutie ontstond in Frankrijk het fenomeen van de romans noirs, waarvan de afschrikwekkende vertellingen een echo lijken van de terreurdagen van de revolutie. Pauliska ou la Perversité moderne uit 1798 van Jacques-Antoine de Révéroni Saint-Cyr behoort tot dit genre, dat duidelijk geïnspireerd is op op de Engelse gothic novels van die periode.
De 19e-eeuwse Franse roman frénétique vormt de eerste incarnatie van de moderne Franse horror en kan eveneens beschouwd worden als een verwant van de gothic novel. De term werd bedacht door Charles Nodier en betekent hectisch, snel, gekweld, of uitzinnig. Enkele werken die vaak geciteerd worden als behorend tot deze categorie zijn: L'Âne mort et la femme guillotinée (1827) van Jules Danin, Le Solitaire (1821) van Arlincourt en Les Memoires du Diable (1858) van Frederic Soulie. De littérature frénétique beleefde haar hoogtepunt in de late jaren 1820 en de vroege jaren 1830.

## Gothic in het victoriaans tijdperk

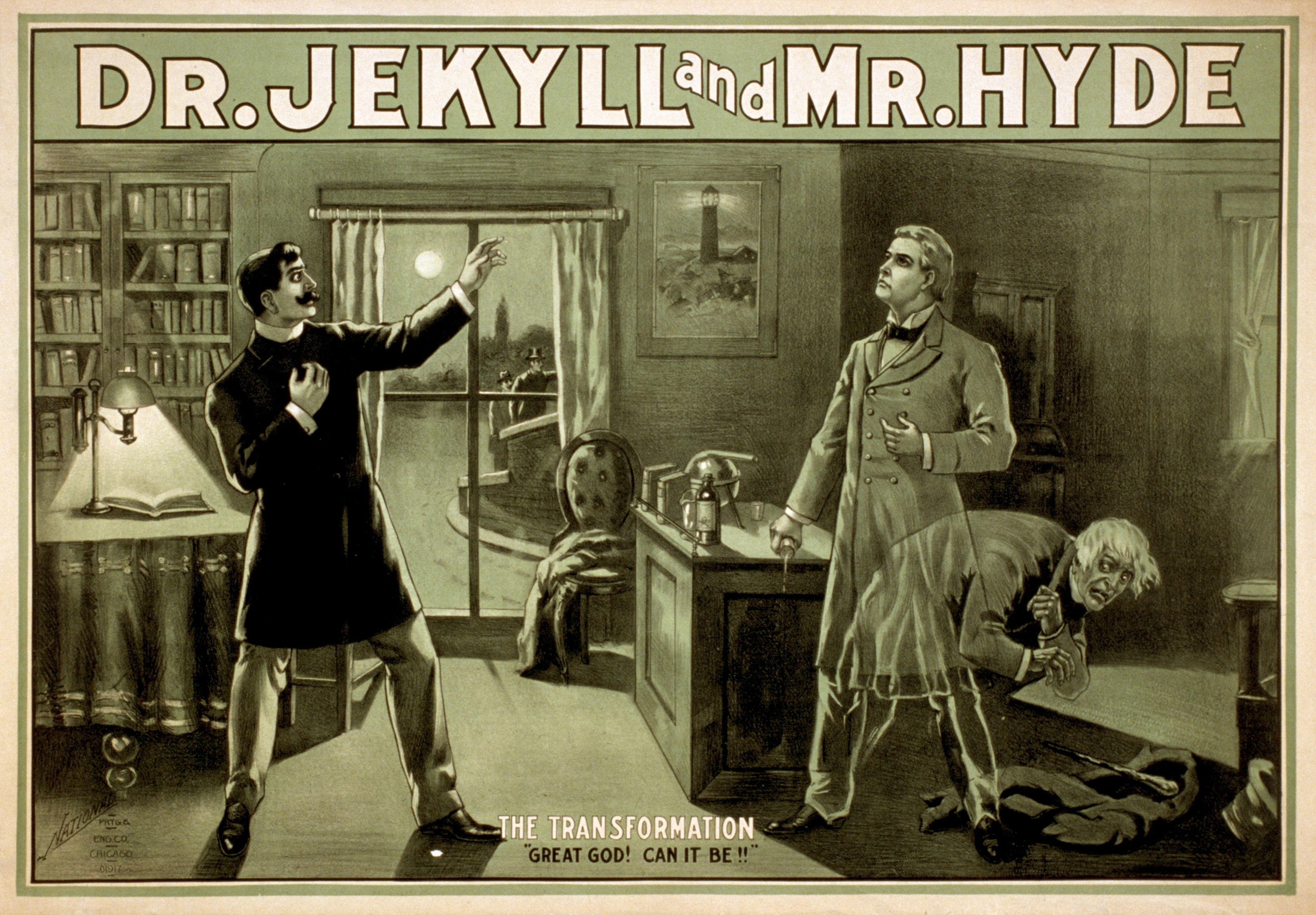
Robert Louis Stevensons Strange Case of Dr Jekyll and Mr Hyde (1886) was een klassiek gothicwerk uit de jaren 1880 waarvan heel wat toneelbewerkingen werden gemaakt.

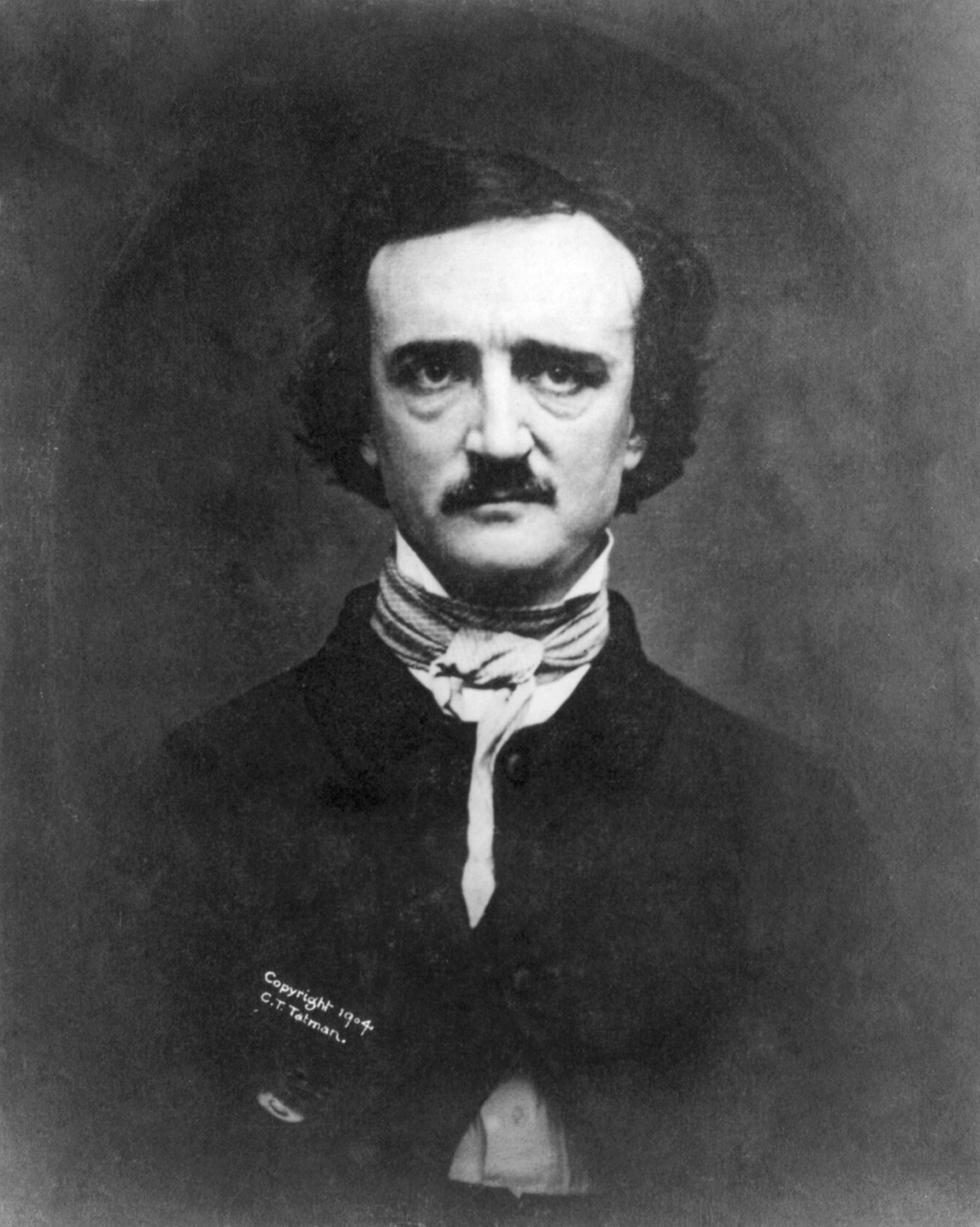
Edgar Allan Poe, foto uit 1848

Een belangrijk en vernieuwend auteur binnen het gothicgenre in deze periode was Edgar Allan Poe. Zijn verhaal The Fall of the House of Usher (De ondergang van het Huis van Usher) (1839) verkent wat hij de 'verschrikkingen van de ziel' noemt, tegen de achtergrond van aristocratisch verval, dood en waanzin. De legendarische schurken van de Spaanse Inquisitie, die al eerder beschreven werden door Radcliffe, Lewis en Maturin, worden ook opgevoerd in The Pit and the Pendulum (1842). De invloed van Ann Radcliffe is aantoonbaar in Poe's The Oval Portrait (1842), met inbegrip van een vermelding van haar naam in het verhaal.
De invloed van de door Byron geïnspireerde romantiek is net als bij Poe ook duidelijk aanwezig in het werk van de gezusters Brontë. Emily Brontë's Wuthering Heights (1847) brengt de gothicsetting over naar de afschrikwekkende veengronden van Yorkshire, waar spookachtige verschijningen rondwaren. De 'Byronic hero' is hier de demonische Heathcliff. Charlotte Brontë's Jane Eyre (1847) voegt de 'waanzinnige vrouw op de zolder' toe als personage aan de cast van de gothic novel. De verhalen van de Brontës worden door sommige feministische critici beschouwd als belangrijke voorbeelden van vrouwelijke gothicliteratuur, waarin vrouwen zich trachten te ontworstelen aan knechtende patriarchale omgevingen. Charlottes Jane Eyre en Emily's Cathy zijn beide voorbeelden van vrouwelijke protagonisten in een dergelijke rol. Louisa May Alcotts A Long Fatal Love Chase (geschreven in 1866, maar gepubliceerd in 1995) is ook een interessant exemplaar binnen dit subgenre.
Elizabeth Gaskells verhalen The Doom of the Griffiths (1858), Lois the Witch en The Grey Woman hebben een vertrouwd gothicthema gemeen: de uitwerking die de zonden van de voorvaderen hebben op latere generaties, of de angst dat dergelijke vervloeking mogelijk zou zijn.

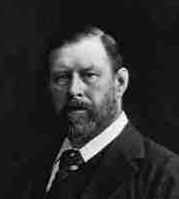
Bram Stoker in 1906

De invloed van de oorspronkelijke 18e-eeuwse gothicnovelauteurs blijft aanzienlijk. De duistere slechterik, de geheimzinnige herenhuizen en de opgejaagde heldin uit Sheridan Le Fanu's Uncle Silas (1864) lijken zo weggelopen te zijn uit Walpoles Otranto of Radcliffes Udolpho. Le Fanu's verzameling korte verhalen In a Glass Darkly (1872) bevat het vampierenverhaal Carmilla, dat ook Bram Stoker bij het schrijven van zijn Dracula (1897) zou inspireren. Volgens literair criticus Terry Eagleton vormt Le Fanu, samen met zijn voorganger Maturin en zijn opvolger Stoker, een subgenre binnen de Ierse gotiek. Typerende kenmerken zijn kastelen in een kaal landschap, beheerst door aristocraten die van op afstand de achtergestelde boeren onderdrukken, waarmee dergelijke verhalen allegorisch uitdrukking gaven aan het politieke lot van een koloniaal Ierland dat onderworpen werd aan een protestantse overmacht (Eagleton 1995).
Het genre beïnvloedde ook meer mainstreamgerichte schrijvers zoals Charles Dickens, die als tiener gothic novels had gelezen en hun sombere sfeer en melodrama in zijn eigen verhalen verwerkte. Hij verplaatste ze wel naar een modernere tijd en een stedelijke omgeving. Voorbeelden hiervan zijn Oliver Twist (1837-1838), Bleak House (1854) en Great Expectations (1860-1861). Zijn meest expliciet gotische werk is zijn laatste roman: The Mystery of Edwin Drood (1870). De sfeer en de thema's van de gothic novel oefenden een bijzondere fascinatie uit op de victorianen, met hun soms ziekelijke obsessie voor rouwrituelen en sterfelijkheid in het algemeen. Robert Louis Stevensons Strange Case of Dr Jekyll and Mr Hyde (1886) was een klassiek gotisch werk van de jaren 1880.
Aangewakkerd door het fin-de-siècleklimaat met zijn angst voor ethische degeneratie, beleefde het genre in de jaren 1880 een revival. Deze gothic revival aan het einde van de 19e eeuw wordt expliciet verbonden aan belangrijke vertegenwoordigers van het genre waardoor het werd 'opgewaardeerd'. Klassieke werken van deze Urban Gothic omvatten behalve het al genoemde Dr. Jekyll en Mr Hyde ook Oscar Wildes The Picture of Dorian Gray (1891), George du Mauriers Trilby (1894), Henry James' The Turn of the Screw ( 1898), en de verhalen van Arthur Machen. De beroemdste gotische schurk ooit was graaf Dracula, gecreëerd door Bram Stoker in zijn roman Dracula (1897).
In Amerika waren er aan het einde van de 19e eeuw nog twee opmerkelijke schrijvers die in de gotische traditie werkten: Ambrose Bierce en Robert W. Chambers. Bierces korte verhalen herinneren aan de gruwelijke en pessimistische sfeer van Poe, terwijl Chambers meer werd beïnvloed door het decadente in het werk van Wilde en Machen (een van zijn personages gaf hij in The King in Yellow zelfs de naam 'Wilde').

## 20e eeuw tot heden

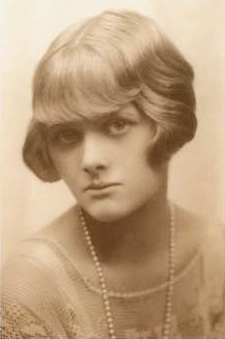
Daphne du Maurier ca. 1930

Tot de bekendste Engelstalige 20e-eeuwse schrijvers in dit genre behoren Algernon Blackwood, William Hope Hodgson, M. R. James, Hugh Walpole en Marjorie Bowen. In Amerika publiceerden pulptijdschriften zoals Weird Tales klassieke gothic-horrorverhalen uit de vorige eeuw, van auteurs als Poe, Arthur Conan Doyle en Edward Bulwer-Lytton. Daarnaast namen zij ook nieuwe verhalen van moderne auteurs op die de traditie volgden of nieuwe wegen insloegen. De belangrijkste daarvan was H.P. Lovecraft, die met Supernatural Horror in Literature (1936) ook een uitstekend overzicht schreef van gothic en bovennatuurlijke horror. Lovecrafts protegé, Robert Bloch, publiceerde ook in Weird Tales en schreef Psycho (1959), dat de conventies van het genre volgde. Van daaruit ontwikkelde het traditionele gothicgenre zich tot moderne horrorfictie, dat door sommige literaire critici beschouwd wordt als een tak van gothic, hoewel anderen de term gebruiken om er het hele genre mee aan te duiden.

### Gothic en modernisme
Hoewel de traditionele gothicverhalen het in de bioscoop en bij het grote publiek nog steeds bijzonder goed deden, werden ze met de opkomst van het modernisme in de literatuur na de Eerste Wereldoorlog door de intelligentsia in het algemeen als achterhaalde victoriaanse lectuur beschouwd. Middeleeuwse kastelen met zwijmelende maagden pasten niet goed meer in de moderne wereld van luchtvaart, vrouwenemancipatie en wereldwijde oorlogsvoering. Modernisten zoals Virginia Woolf zouden volgens criticus Kelly Hurley wel schatplichtig zijn aan de vormexperimenten van de fin-de-siècleschrijvers. Te denken valt aan het al vermelde gebruik van verschillende vertelstandpunten in Bram Stokers 'Dracula', een techniek die ook door modernistische auteurs zou worden toegepast. Het zou echter tot in de jaren 1960 duren voor er sprake was van een echte heropleving van populaire literatuur.

### Evolutie naar andere vormen
Naarmate het gothic-element in de literatuur zich ontwikkelde, werd het toegepast in verschillende literaire vormen. Enkele van de toepassingen en varianten die tot het begin van de 21e eeuw ingang hebben gevonden zijn:
- het klassieke gothic-horrorverhaal;
- de historische romance, zoals Walter Scotts Waverly novels;
- de Amerikaanse traditie van domestic gothic fiction (of homely gothic) zoals enkele van Poe's verhalen of de romans van William Faulkner;
- fantasy fiction, zoals in het werk van Tolkien of van Mervyn Peake;
- de psychologische thriller, zoals sommige boeken van Susan Hill bijvoorbeeld;
- idiosyncratische experimenten zoals gevonden bij Angela Carter en Salman Rushdie;
- sommige sciencefiction en sciencefantasyteksten: H.G. Wells' The Island of Doctor Moreau (1896), of sommige aspecten van Isaac Asimovs werk.

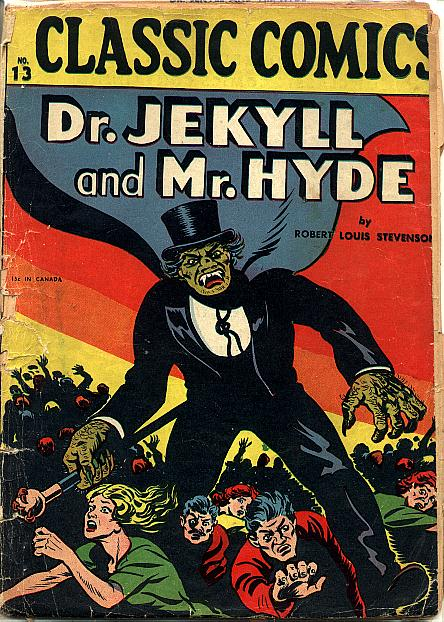
Cover van een Classic Comics book dat beschouwd wordt als de eerste horror comic (1943)

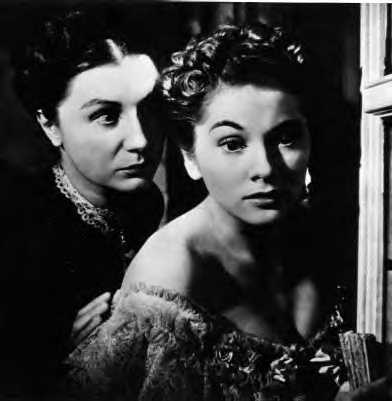
Scène uit Hitchcocks 'Rebecca' (1940) waarin Mrs. Danvers (Judith Anderson) Mrs. de Winter (Joan Fontaine) tracht te overtuigen om zichzelf te doden door uit het raam te springen

#### Homely gothic
In de loop van de 19e eeuw begonnen de Amerikaanse gothicverhalen zich dichter bij huis af te spelen: de exotische locaties en extreme karikaturale personages zoals The Monk en Dracula moesten plaatsmaken voor een meer psychologische gothic die eerder aanleunde tegen het traditionele spookverhaal.
Volgens de Nederlandse literatuur- en cultuurwetenschapper Rosemarie Buikema kunnen de romans die de Nederlandse auteurs Gerard Reve en W.F. Hermans vanaf de jaren vijftig van de 20e eeuw schreven eveneens binnen deze traditie van homely gothic (huiselijke gotiek) worden geplaatst.
Binnen de Amerikaanse literatuur ontstond een Southern Gothic-genre, dat enkele gothickenmerken vertoont zoals aandacht voor 'het groteske', maar dan tegen de achtergrond en in de stijl van de zuidelijke Verenigde Staten. Vertegenwoordigers hiervan zijn William Faulkner, Eudora Welty, Harper Lee en Flannery O'Connor. Hedendaagse Amerikaanse schrijvers die in deze traditie werken zijn Joyce Carol Oates met romans als Bellefleur en A Bloodsmoor Romance en verhalenbundels zoals Night-Side, en Raymond Kennedy met zijn roman Lulu Incognito. Wat betreft Southern Ontario Gothic geldt een vergelijkbare aanpassing binnen een Canadese culturele context. Robertson Davies, Alice Munro, Barbara Gowdy en Margaret Atwood hebben allen werken geproduceerd die kunnen gelden als opmerkelijke voorbeelden van deze gothicvorm. Een andere schrijver in deze traditie was Henry Farrell, van wie het bekendste werk de Hollywood-horror roman What Ever Happened to Baby Jane? uit 1960 is. Farrels romans leidden tot het subgenre van de 'Grande Dame Guignol' in de film, ook het 'Psycho-Biddy' genre genoemd.
Binnen de Nederlandstalige literaire cultuur vanaf de jaren 1950 schrijven Gerard Reve en Hella Haasse, alsook Renate Dorrestein en Helga Ruebsamen werken in de traditie van deze homely gothic, waarin met behulp van de conventies van de gothicvertelling een complexe psychologische samenhang tussen uiterlijk en innerlijk leven wordt geschetst. Zo geraakt in Hella Haasses De Verborgen Bron de hoofdpersoon Jurjen, die voor zijn gezondheid in de buurt van een verlaten landgoed verblijft, in de ban van het huis en gaat op zoek naar de verborgen familiegeschiedenis. Wat Jurjen via gevonden brieven van die geschiedenis ontwart, projecteert hij op zijn eigen innerlijke leven en zijn relatie met Rina. Hierbij wordt gebruikgemaakt van vertrouwde gothicparafernalia zoals een afgelegen huis, geheimzinnige geluiden en onverklaarbare verschijningen, dagboekfragmenten en verborgen documenten in een oude koffer die geheimen uit het verleden bevatten. Ook de vorm (briefroman) herinnert aan oudere voorbeelden uit het gothicgenre.

#### Horrorfictie
Hoewel hedendaagse horror- en fantasyboeken enkele kenmerken gemeen hebben met de gothic novel, wijken zij er stilistisch en thematisch te sterk van af om over eenzelfde genre te kunnen spreken. Een uitvoerige behandeling van de moderne horrorliteratuur die in het Nederlands en in andere talen verschenen is valt dus buiten het bereik van dit artikel dat zich toespitst op de traditionele gothic novel. Hetzelfde kan gezegd worden over verwante 20e-eeuwse genres als de Franse roman noir en het Engels/Amerikaanse hardboiled detectiveverhaal.
Werken van moderne horrorschrijvers vertonen vaak heel wat gothic-elementen. Voorbeelden hiervan zijn de verhalen van Anne Rice, evenals een aantal van de meer sensationele boeken van Stephen King. Tot de romantische strekking van gothic behoort Daphne du Mauriers Rebecca uit 1938, dat in vele opzichten een herwerking is van Charlotte Brontë's Jane Eyre. Andere boeken van du Maurier, zoals Jamaica Inn (1936) bevatten eveneens gothickenmerken. Du Mauriers werk vormde de inspiratie voor een golf van 'Female Gothic'-werken, waarin heldinnen afwisselend vallen voor aristocratische 'byronic heros' of erdoor worden geterroriseerd. Gothic-romances zoals deze werden bijzonder populair in de jaren 1950, 1960 en 1970, met auteurs zoals Phyllis A. Whitney, Joan Aiken, Dorothy Eden, Victoria Holt, Barbara Michaels, Mary Stewart en Jill Tattersall. De covers van deze boeken beelden typisch een door schrik bevangen vrouw af die in doorschijnende kleding voor een somber kasteel staat. Velen werden gepubliceerd in de reeks Paperback Library Gothic en vonden gretig aftrek bij een vrouwelijk publiek. Hoewel de auteurs ook meestal vrouwen waren, schreven er soms ook mannen onder vrouwelijke pseudoniemen. Zo waren de productieve Clarissa Ross en Marilyn Ross pseudoniemen voor de mannelijke schrijver Dan Ross, en Frank Belknap Long publiceerde zijn gothicverhalen onder de naam van zijn vrouw, Lyda Belknap Long. Een ander voorbeeld is de Britse schrijver Peter O'Donnell, die onder het pseudoniem Madeleine Brent schreef.
Andere opmerkelijke hedendaagse schrijvers in de gothictraditie zijn: Susan Hill, auteur van The Woman in Black (1983); Patrick McGrath, auteur van The Grotesque  (1989); Poppy Z. Brite, auteur van Lost Souls (1992) en Exquisite Corpse (1996); Caitlin Kiernan, auteur van Silk (1998).

### Invloed op andere media
De thema's van de literaire gotiek vonden ook hun weg naar andere media zoals het theater en stimuleerden een opmerkelijke opleving van 20e-eeuwse gothic-horrorfilms: de klassieke Universal horrorfilms uit de jaren 1930, Hammer Horror, en Roger Cormans Poe-cyclus. In de Indiase cinema werd de gotische traditie gecombineerd met aspecten van de Indiase cultuur, met name reïncarnatie, wat aanleiding gaf tot het ontstaan van het Indiase gothic-genre, te beginnen met de films Mahal (1949) en Madhumati (1958). Twintigste-eeuwse rock-'n-rollmuziek had ook haar gothickant. Black Sabbaths debuutalbum creëerde in 1969 een donker geluid dat verschilde van dat van andere bands uit die tijd. Daarom wordt naar dat album weleens verwezen als "de allereerste gothrockplaat". Thema's van gothicschrijvers zoals H.P. Lovecraft werden ook gebruikt bij gothicrock- en heavymetalbands, vooral in black metal, thrashmetal (Metallica: The Call of Ktulu), deathmetal en gothic metal (zie verder het volgende hoofdstuk).

## Invloed buiten de literatuur
Gothic is nooit een uitsluitend literair fenomeen geweest. Al in de 18e eeuw had het gewone publiek kennelijk een smaak voor angstaanjagende sensaties en het bezocht dan ook gretig de magic lantern shows (toverlantaarnshows) en de meer sensationele theaterproducties om eens lekker te kunnen griezelen. In de 20e eeuw kwamen daar dan ook nog eens de horrorfilms bij. Tot en met de 20e eeuw was de interdisciplinaire studie van gothic voorbehouden aan Engelse universitaire vakgroepen en werd het niet-literaire (met uitzondering van enkele filmstudies) vrijwel genegeerd. Horrorfilms werden als geïsoleerd cultureel verschijnsel bestudeerd, al lijkt daar door het werk van onder meer Catherine Spooner (Contemporary Gothic, 2006) en Paul Hodkinson (Goth: Identity, Style and Subculture, 2002) wel verandering in te komen.

### Theater en musical
De gothicverhalen leenden zich goed tot theaterproducties. Op het Britse toneel was er in de periode tussen (ongeveer) 1768 tot 1830 zelfs sprake van dominantie van het gotisch drama. In deze periode werd ook dankbaar gebruikgemaakt van de technische innovaties op gebied van verlichting en mechanisering, waardoor het publiek een indrukwekkend spektakel kon worden aangeboden. Zo was er een vampire trap op de scène, een soort valluik waardoor het leek alsof de acteur van het toneel verdween, en spoken verschenen met een systeem van gaslampverlichting en spiegels.
Moderne theateradaptaties baseren zich zowel op gothic novels en korte verhalen als op films. Zo liep The Phantom of The Opera vele malen als toneelvoorstelling, en Stephen Mallatratt maakte een toneelbewerking van Susan Hills The Woman in Black. Een andere productie, Theatre of Blood, was afgeleid van een Hammerfilm uit 1973. Een nieuw fenomeen zijn de eigentijdse gothicpastiches die in de vorm van een musical worden geproduceerd: behalve The Phantom of The Opera ook The Woman in White, Little Shop of Horrors, The Dracula Spectacula en The Rocky Horror Show, waarvan er enkele ook als Nederlandstalige productie succes kenden.

### Vroege verfilmingen
Al heel vroeg in de geschiedenis van de film werden adaptaties gemaakt van klassieke gothicromans als Dracula, Frankenstein en Dr Jekyll and Mr Hyde. Frankenstein werd al op het grote scherm getoond in 1910 (met als producer Thomas Edison!) Enkele andere vroege verfilmingen van gothic novels waren:
- Dr. Jekyll and Mr. Hyde (1908), de eerste verfilming van Stevensons boek.
- Nosferatu, eine Symphonie des Grauens (1922), de eerste verfilming van Bram Stokers Dracula.
- The Phantom of the Opera (1925), naar het boek van Gaston Leroux.
- The Fall of the House of Usher (1928), een Amerikaanse stomme film op basis van Poe's boek.
- Dracula (1931) met Béla Lugosi.
- Drácula (1931) met Carlos Villarías.
- Frankenstein (1931) en Bride of Frankenstein (1935) van James Whale waarin Boris Karloff het schepsel speelde.